# Кантубек (город)
Аральск-7; также имеется название Кантубе́к (узб. Kantubek, каракалп. Qantubek) — покинутый закрытый город на острове Возрождения расположенный в Республике Каракалпакстан, на северо-западной части Узбекистана. Город Аральск-7 был административно-жилой зоной полигона, где проживало 1,5 тысячи человек (сотрудники полигона с семьями, а также около 800 военнослужащих срочной службы). В настоящее время город необитаем и находится в разрушенном состоянии.
С 1942 по 1992 годы на острове Возрождения действовал военный биохимический полигон с условным наименованием «Бархан». Официальное название: 52-я полевая научно-исследовательская лаборатория (ПНИЛ-52) — войсковая часть 04061 (до Великой Отечественной войны лаборатория располагалась вблизи города Осташков Тверской области на острове Городомля озера Селигер; в 1941 году была эвакуирована в Киров, затем перебазирована в Саратов, а в 1942 году — на остров Возрождения).
Территориально полигон «Бархан» располагался на узбекистанской части острова (Муйнакский район Республики Каракалпакстан), однако фактически его эксплуатация осуществлялась с казахстанской стороны. В городе Аральск Кзыл-Ординской области, рядом с железнодорожной станцией Аральское море, находился военный городок Аральск-5 («Урал»), где помимо жилых домов для военнослужащих и их семей, размещался полк обслуживания полигона (войсковая часть 25484), включавший в себя автобатальон, роты охраны и эксплуатации городка Аральск-5.

## Структура
На острове Возрождения располагались:
- Закрытый город Аральск-7 (Кантубек) — был административно-жилой зоной полигона, где проживало 1,5 тысячи человек (сотрудники полигона с семьями, а также около 800 военнослужащих срочной службы). В 3 км юго-западнее Кантубека находился так называемый «Лабораторный корпус» — комплекс зданий и сооружений для подготовки и проведения испытаний в лабораторных условиях.
- В 3 км западнее города Кантубек в начале 1960-х годов был построен военный аэродром, состоящий из четырёх ВПП (первоначально грунтовых) в виде розы ветров. В 1980-х годах ВПП аэродрома были оборудованы покрытием из бетонных плит[2].

## Деятельность
На острове в течение пятидесяти лет проводились испытания микробиологического (бактериологического) оружия на подопытных животных (собаки, обезьяны, крысы, лошади). Образцы препаратов для биологических испытаний поставлялись на остров из всех военных биохимических лабораторий СССР (Степногорск, Киров, Свердловск-19, Омутнинск, Загорск-6, Оболенск).
Полигон с городом Аральск-7 функционировал до 1992 года. В октябре — ноябре 1992 года воинский контингент (вместе с семьями) был передислоцирован в Россию (в город Киров), биолаборатория демонтирована, документация и часть оборудования вывезена, остальное было брошено на острове, и со временем город постепенно разрушался.
После закрытия лаборатории остров посещала группа военных экспертов США, а также многочисленные научные экспедиции. Весной 2002 года была проведена экспедиция во главе с американским инженер-биохимиком Брайаном Хэйсом, а также экспедиция агентства министерства обороны США из 113 человек на остров Возрождения, в частности в город Аральск-7.
По состоянию на 2021 год город был полностью разрушен и фактически перестал существовать.